# 캐나다 인민당

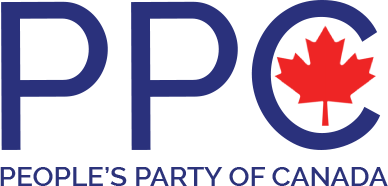

캐나다 인민당(영어: People's Party of Canada, 프랑스어: Parti populaire du Canada)은 캐나다의 정당으로, 2018년 9월 14일 보수당을 탈당한 막심 베르니에가 창당했다. 이념적으로는 보수주의, 자유지상주의, 대중주의, 고전적 자유주의를 표방하며, 스펙트럼상 우익에서 극우로 분류된다. 총 338개의 지구당을 창당한 상황이며, 2019년 총선에서 모든 선거구에 후보를 낼 계획이다.
과거 보수당 소속 장관, 당대표 후보였던 베르니에 대표는 2006년 이래 뵈스 선거구의 국회의원을 역임하고 있으며, 현재 원내 유일 의원이다.

## 같이 보기
- 캐나다 동맹
- 캐나다 개혁당